# Rete Apparato Muscolo Scheletrico
La Rete Apparato Muscolo Scheletrico (RAMS) è una rete di ricerca degli Istituti di ricovero e cura a carattere scientifico, istituti qualificati come enti a rilevanza nazionale che secondo standards di eccellenza, perseguono finalità di ricerca , che agevola e promuove la prevenzione, la cura e la ricerca sulle malattie muscolo-scheletriche in Italia.   La rete fornisce aggiornamenti alla Direzione generale della ricerca e dell'innovazione in campo sanitario del Ministero della Salute riguardo alla gestione, alle iniziative e alle attività in corso.

## Attività
Le attività e iniziative proposte da RAMS nell'ambito ortopedico comprendono il coordinamento di attività scientifiche e tecnologiche, la partecipazione a progetti di ricerca nazionali e internazionali, la presentazione di progetti per il finanziamento da enti pubblici e privati, la collaborazione con l'industria nella ricerca, la promozione come punto di riferimento per linee guida e Percorsi Diagnostici Terapeutici Assistenziali (PDTA), l'organizzazione di Trial clinici multicentrici profit/no profit, la partecipazione a reti internazionali sulle malattie muscolo-scheletriche, la creazione di piattaforme tecnologiche, l'impulso a attività di formazione a lungo termine, la sensibilizzazione dell'opinione pubblica e degli enti pubblici a livello locale, regionale, nazionale e internazionale, nonché la promozione di dibattiti, tavole rotonde, convegni, studi, eventi culturali, pubblicazioni e concorsi per favorire lo studio delle malattie muscolo-scheletriche. 

## Soci
Nell'ambito dell'associazione RAMS sono previste due categorie di associati: fondatori e aderenti. Gli associati fondatori comprendono gli IRCCS, sia di diritto pubblico che privato, con focus ortopedico, che hanno contribuito alla creazione della Rete e alla formulazione dello statuto. Questi sono: l'Istituto Ortopedico Rizzoli, l'Istituto Ortopedico Galeazzi, l'Humanitas Research Hospital, la Fondazione IRCCS Policlinico S. Matteo, l'Istituto Gaslini, l'Ospedale Pediatrico Bambino Gesù e gli Istituti Fisioterapici Ospitalieri - IRCCS Regina Elena e San Gallicano. 